# 韦希瑟尔山麓圣洛伦岑
韦希瑟尔山麓圣洛伦岑是奥地利施蒂利亚州哈特贝格县的一个市镇。总面积48.56平方公里，总人口1667人，人口密度34.3人/平方公里（2005年）。